# Tiro nos Jogos Olímpicos de Verão de 2024 - Carabina de ar 10 m misto por equipes
A competição da carabina de ar 10 m misto por equipes do tiro nos Jogos Olímpicos de Verão de 2024 foi disputada em 27 de julho de 2024 no Centro de Tiro Esportivo, em Châteauroux. Um total de 56 atiradores de 19 Comitês Olímpicos Nacionais (CON) participaram do evento.

## Calendário
Horário local (UTC+9)
| Data                | Horário | Fase                |
| ------------------- | ------- | ------------------- |
| 27 de julho de 2024 | 9:00    | Qualificação        |
| 27 de julho de 2024 | 10:30   | Disputa pelo bronze |
| 27 de julho de 2024 | 10:30   | Final               |

## Medalhistas
| Ouro   | CHN Huang Yuting e Sheng Lihao    |
| Prata  | KOR Keum Ji-hyeon e Park Ha-jun   |
| Bronze | KAZ Alexandra Le e Islam Satpayev |

## Recordes
Antes desta competição, os seguintes recordes eram estabelecidos:
| Recordes da qualificação | Recordes da qualificação        | Recordes da qualificação | Recordes da qualificação | Recordes da qualificação |
| ------------------------ | ------------------------------- | ------------------------ | ------------------------ | ------------------------ |
| Recorde mundial          | Narmada Raju / Rudrankksh Patil | 635.8                    | Cairo                    | 20 de fevereiro de 2023  |
| Recorde olímpico         | Yang Qian / Yang Haoran         | 633.2                    | Tóquio                   | 27 de julho de 2021      |

## Resultados

### Qualificação
As duas primeiras equipes após a qualificação avançam para a final; as duas equipes subsequentes avançam para a disputa da medalha de bronze.
| Pos. | Atiradores               | CON                | Séries | Séries | Séries | Total | Notas |
| Pos. | Atiradores               | CON                | 1      | 2      | 3      | Total | Notas |
| ---- | ------------------------ | ------------------ | ------ | ------ | ------ | ----- | ----- |
| 1    | Huang Yuting             | CHN China          | 105.9  | 105.0  | 106.1  | 632.2 | QO    |
| 1    | Sheng Lihao              | CHN China          | 104.6  | 105.0  | 105.6  | 632.2 | QO    |
| 2    | Keum Ji-hyeon            | KOR Coreia do Sul  | 105.7  | 106.0  | 104.5  | 631.4 | QO    |
| 2    | Park Ha-jun              | KOR Coreia do Sul  | 105.4  | 104.2  | 105.6  | 631.4 | QO    |
| 3    | Alexandra Le             | KAZ Cazaquistão    | 104.4  | 105.0  | 103.7  | 630.8 | QB    |
| 3    | Islam Satpayev           | KAZ Cazaquistão    | 105.4  | 105.7  | 106.6  | 630.8 | QB    |
| 4    | Anna Janßen              | GER Alemanha       | 105.7  | 105.0  | 106.2  | 629.7 | QB    |
| 4    | Maximilian Ulbrich       | GER Alemanha       | 103.5  | 104.4  | 104.9  | 629.7 | QB    |
| 5    | Jeanette Hegg Duestad    | NOR Noruega        | 103.2  | 106.1  | 106.1  | 629.6 |       |
| 5    | Jon-Hermann Hegg         | NOR Noruega        | 106.1  | 103.8  | 104.3  | 629.6 |       |
| 6    | Ramita Jindal            | IND Índia          | 104.6  | 104.4  | 105.5  | 628.7 |       |
| 6    | Arjun Babuta             | IND Índia          | 104.1  | 106.2  | 103.9  | 628.7 |       |
| 7    | Goretti Zumaya           | MEX México         | 104.1  | 104.8  | 105.2  | 628.6 |       |
| 7    | Edson Ramírez            | MEX México         | 104.4  | 105.1  | 105.0  | 628.6 |       |
| 8    | Han Jiayu                | CHN China          | 106.0  | 104.3  | 104.1  | 628.5 |       |
| 8    | Du Linshu                | CHN China          | 105.9  | 102.7  | 105.5  | 628.5 |       |
| 9    | Manon Herbulot           | FRA França         | 105.9  | 105.3  | 104.2  | 627.4 |       |
| 9    | Romain Aufrère           | FRA França         | 104.9  | 104.0  | 103.1  | 627.4 |       |
| 10   | Aneta Stankiewicz        | POL Polônia        | 103.8  | 104.8  | 105.5  | 626.9 |       |
| 10   | Tomasz Bartnik           | POL Polônia        | 105.2  | 103.4  | 104.2  | 626.9 |       |
| 11   | Mai Magdy Elsayed        | EGY Egito          | 105.5  | 103.4  | 103.6  | 626.3 |       |
| 11   | Mohamed Hamdy Abdelkader | EGY Egito          | 104.2  | 104.3  | 105.3  | 626.3 |       |
| 12   | Elavenil Valarivan       | IND Índia          | 103.4  | 104.7  | 104.5  | 626.3 |       |
| 12   | Sandeep Singh            | IND Índia          | 104.1  | 105.3  | 104.3  | 626.3 |       |
| 13   | Mary Tucker              | USA Estados Unidos | 103.4  | 104.4  | 105.0  | 626.0 |       |
| 13   | Rylan Kissell            | USA Estados Unidos | 105.4  | 104.9  | 102.9  | 626.0 |       |
| 14   | Océanne Muller           | FRA França         | 103.1  | 102.9  | 107.0  | 625.8 |       |
| 14   | Lucas Kryzs              | FRA França         | 105.7  | 102.7  | 104.4  | 625.8 |       |
| 15   | Nadine Ungerank          | AUT Áustria        | 103.8  | 104.2  | 104.3  | 625.5 |       |
| 15   | Martin Strempfl          | AUT Áustria        | 103.9  | 105.0  | 104.3  | 625.5 |       |
| 16   | Oyuunbatyn Yesügen       | MGL Mongólia       | 105.4  | 103.8  | 104.9  | 625.4 |       |
| 16   | Nyantain Bayaraa         | MGL Mongólia       | 102.8  | 104.6  | 103.9  | 625.4 |       |
| 17   | Barbara Gambaro          | ITA Itália         | 104.3  | 105.2  | 103.8  | 625.4 |       |
| 17   | Danilo Sollazzo          | ITA Itália         | 103.7  | 104.2  | 104.2  | 625.4 |       |
| 18   | Sagen Maddalena          | USA Estados Unidos | 103.5  | 106.0  | 105.1  | 624.9 |       |
| 18   | Ivan Roe                 | USA Estados Unidos | 103.5  | 103.3  | 103.5  | 624.9 |       |
| 19   | Fernanda Russo           | ARG Argentina      | 104.2  | 103.7  | 103.0  | 624.8 |       |
| 19   | Marcelo Gutiérrez        | ARG Argentina      | 104.4  | 104.8  | 104.7  | 624.8 |       |
| 20   | Eszter Mészáros          | HUN Hungria        | 103.6  | 103.6  | 103.2  | 624.7 |       |
| 20   | István Péni              | HUN Hungria        | 105.1  | 104.4  | 104.8  | 624.7 |       |
| 21   | Synnøve Berg             | NOR Noruega        | 105.2  | 104.2  | 105.3  | 623.8 |       |
| 21   | Ole Martin Halvorsen     | NOR Noruega        | 102.1  | 103.4  | 103.6  | 623.8 |       |
| 22   | Ban Hyo-jin              | KOR Coreia do Sul  | 103.9  | 105.3  | 104.4  | 623.7 |       |
| 22   | Choe Dae-han             | KOR Coreia do Sul  | 102.6  | 104.0  | 103.5  | 623.7 |       |
| 23   | Julia Piotrowska         | POL Polônia        | 102.9  | 104.6  | 103.9  | 623.7 |       |
| 23   | Maciej Kowalewicz        | POL Polônia        | 104.6  | 104.9  | 102.8  | 623.7 |       |
| 24   | Veronika Blažíčková      | CZE Chéquia        | 103.4  | 104.9  | 102.9  | 623.6 |       |
| 24   | Jiří Přívratský          | CZE Chéquia        | 103.8  | 104.4  | 104.2  | 623.6 |       |
| 25   | Misaki Nobata            | JPN Japão          | 104.5  | 104.2  | 103.0  | 623.6 |       |
| 25   | Naoya Okada              | JPN Japão          | 104.8  | 103.7  | 103.4  | 623.6 |       |
| 26   | Seonaid McIntosh         | GBR Grã-Bretanha   | 103.5  | 104.7  | 104.5  | 622.1 |       |
| 26   | Michael Bargeron         | GBR Grã-Bretanha   | 102.7  | 103.5  | 103.2  | 622.1 |       |
| 27   | Arina Altukhova          | KAZ Cazaquistão    | 103.8  | 104.9  | 102.6  | 621.3 |       |
| 27   | Konstantin Malinovskiy   | KAZ Cazaquistão    | 104.2  | 103.2  | 102.6  | 621.3 |       |
| 28   | Remas Khalil             | EGY Egito          | 104.3  | 103.1  | 103.9  | 620.6 |       |
| 28   | Ibrahim Korayiem         | EGY Egito          | 102.7  | 103.3  | 103.3  | 620.6 |       |

### Finais
Após as séries alternadas de tiros, as equipes com as maiores pontuações na disputa pelo ouro e pelo bronze conquistam as respectivas medalhas.
| Pos.                | Atiradores                     | CON               | Total |
| ------------------- | ------------------------------ | ----------------- | ----- |
| Disputa pelo ouro   |                                |                   |       |
| Medalha de ouro     | Huang Yuting Sheng Lihao       | CHN China         | 16    |
| Medalha de prata    | Keum Ji-hyeon Park Ha-jun      | KOR Coreia do Sul | 12    |
| Disputa pelo bronze |                                |                   |       |
| Medalha de bronze   | Alexandra Le Islam Satpayev    | KAZ Cazaquistão   | 17    |
| 4                   | Anna Janßen Maximilian Ulbrich | GER Alemanha      | 9     |